# Zec Tourelle-des-Monts
Pour les articles homonymes, voir Tourelle.
La zec Tourelle-des-Monts était une zone d'exploitation contrôlée située à Sainte-Anne-des-Monts et dans le territoire non organisé de Mont-Albert, dans la municipalité régionale de comté (MRC) La Haute-Gaspésie, dans la région administrative Gaspésie–Îles-de-la-Madeleine, au Québec, au Canada. 

## Toponymie
La zec est d'abord nommée « réserve de chasse et de pêche de la Zone d'Exploitation Contrôlée (Z.E.C.) Tourelle des monts » d'après l'un des cantons sur lequel elle est sise, Tourelle, et les monts Chic-Chocs, dont les sommets traversent la zone[réf. nécessaire]. Son nom est changé pour « Tourelle-des-Monts » l'année suivant sa création.

## Historique
La réserve de chasse et de pêche de la Zone d'Exploitation Contrôlée (Z.E.C.) Tourelle des monts est établie le 14 juin 1978 sur les rangs VII à XI du canton Tourelle. Le territoire de 119 km2 correspond environ aux limites des anciennes paroisses de Sacré-Cœur-Deslandes et Saint-Bernard-des-Lacs[réf. nécessaire]. Le territoire est agrandi de 77 km² le 20 novembre 1981, alors que sont confirmées les limites du parc national de la Gaspésie. La zec est abolie le 25 avril 1984.